# (100549) 1997 EK38
(100549) 1997 EK38 es un asteroide perteneciente al cinturón de asteroides, descubierto el 5 de marzo de 1997 por el equipo del Lincoln Near-Earth Asteroid Research desde el Laboratorio Lincoln, Socorro, Nuevo México.

## Designación y nombre
Designado provisionalmente como 1997 EK38.

## Características orbitales
1997 EK38 está situado a una distancia media del Sol de 3,064 ua, pudiendo alejarse hasta 3,592 ua y acercarse hasta 2,536 ua. Su excentricidad es 0,172 y la inclinación orbital 1,646 grados. Emplea 1959,71 días en completar una órbita alrededor del Sol.

## Características físicas
La magnitud absoluta de 1997 EK38 es 14,8.